# Ортелано, Бруно
Бруно Доминикс Ортелано Ройг (исп. Bruno Dominix Hortelano Roig; род. 18 сентября 1991, Вуллонгонг, Новый Южный Уэльс, Австралия) — испанский легкоатлет, специализирующийся в спринтерском беге. Чемпион Европы 2016 года в беге на 200 метров. Двукратный чемпион Испании. Участник летних Олимпийских игр 2016 года.

## Биография
Родители Бруно — Гонсало Ортелано и Пилар Ройг, испанские специалисты в области молекулярной генетики. На момент его рождения они работали на Биологическом факультете Вуллонгонгского университета в Австралии. Вскоре семья переехала в Канаду, в город Берлингтон, где Ортелано-младший поступил в школу. С пяти лет он пробовал себя в различных видах спорта. Заработал чёрный пояс в тхэквондо, играл в теннис и американский футбол, где был одним из лучших на позиции защитника. В 2000 году стал свидетелем победы американца Мориса Грина в финале Олимпийских игр в беге на 100 метров и захотел быть похожим на него.
Выступая за школу Assumption Catholic School, становился чемпионом штата Онтарио среди школьников на дистанциях 100 метров и 110 метров с барьерами. В 2009 году поступил в Корнеллский университет в американской Итаке, где пошёл по стопам родителей и стал изучать биомедицинскую инженерию.
По приглашению испанской федерации лёгкой атлетики в 2010 году впервые выступил на международных соревнованиях. На юниорском чемпионате мира он смог пробиться в полуфинал на дистанции 200 метров, но не выступил там из-за стрессового перелома берцовой кости. Восстановление после этой травмы заняло почти семь месяцев, но закончилось личным рекордом в беге на 100 метров — 10,52. Ортелано принял участие в молодёжном чемпионате Европы 2011 года, но без особого успеха.
В 2012 году впервые попал в основной состав сборной на чемпионат Европы, а уже в следующем сезоне отметился первыми большими достижениями на международном уровне. В эстафете 4×100 метров в рамках молодёжного первенства Европы выиграл бронзу, а на чемпионате мира установил в предварительном забеге новый рекорд Испании в беге на 200 метров (20,47) и заслужил право выступить в полуфинале, где показал 16-е время.
В 2014 году окончил университет и переехал в Мадрид для прохождения интернатуры в больнице Hospital Niño Jesús. На протяжении нескольких месяцев Бруно занимался проблемами онкологии, изучал методы лечения рака у детей, но был вынужден вернуться обратно в США, осознав, что научная работа мешает его прогрессу в спорте.
Участвовал в чемпионате мира в помещении 2016 года, где дошёл до полуфинала в беге на 60 метров. В летнем сезоне обновил рекорды страны в беге на 100 и 200 метров и отобрался на Олимпийские игры. За месяц до главного старта сезона Бруно выступил на чемпионате Европы. Сначала он занял четвёртое место в финале стометровки, а спустя день финишировал вторым на дистанции вдвое длиннее. Впереди оказался только Чуранди Мартина, который через несколько минут после завершения соревнований был дисквалифицирован судьями за заступ на чужую дорожку. Таким образом, Бруно Ортелано был объявлен чемпионом Европы.
На Играх в Рио-де-Жанейро он выиграл предварительный забег на дистанции 200 метров с ещё одним национальным рекордом, 20,12, а в полуфинале меньше 0,1 секунды уступил в борьбе за выход в решающий забег (в итоговом протоколе занял 10-е место).
5 сентября 2016 года Ортелано попал в серьёзную автомобильную аварию на трассе недалеко от Мадрида. Машина, за рулём которой был его двоюродный брат (содержание алкоголя в его крови было выше нормы в 2 раза), перевернулась, а сам спринтер получил перелом правой руки и травму головы. Первые сообщения в СМИ говорили о риске ампутации конечности, но всё закончилось операцией и длительной реабилитацией в медицинском центре в Барселоне.

## Основные результаты
| Год  | Турнир                          | Место проведения         | Дисциплина       | Место       | Результат |
| ---- | ------------------------------- | ------------------------ | ---------------- | ----------- | --------- |
| 2010 | Чемпионат мира среди юниоров    | Монктон, Канада          | 200 м            | — (1/2)     | DNS       |
| 2011 | Чемпионат Европы среди молодёжи | Острава, Чехия           | 100 м            | 16-е (заб.) | 10,74     |
| 2012 | Чемпионат Европы                | Хельсинки, Финляндия     | 200 м            | 18-е (1/2)  | 21,35     |
| 2012 | Чемпионат Европы                | Хельсинки, Финляндия     | эстафета 4×100 м | 9-е (заб.)  | 39,81     |
| 2013 | Командный чемпионат Европы      | Гейтсхед, Великобритания | эстафета 4×100 м | 8-е         | 39,28     |
| 2013 | Командный чемпионат Европы      | Гейтсхед, Великобритания | эстафета 4×400 м | 7-е         | 3.07,54   |
| 2013 | Чемпионат Европы среди молодёжи | Тампере, Финляндия       | 200 м            | 5-е         | 20,70     |
| 2013 | Чемпионат Европы среди молодёжи | Тампере, Финляндия       | эстафета 4×100 м | 3-е         | 38,87     |
| 2013 | Чемпионат Европы среди молодёжи | Тампере, Финляндия       | эстафета 4×400 м | 5-е         | 3.05,28   |
| 2013 | Чемпионат мира                  | Москва, Россия           | 200 м            | 16-е (1/2)  | 20,55     |
| 2013 | Чемпионат мира                  | Москва, Россия           | эстафета 4×100 м | 9-е (заб.)  | 38,46     |
| 2015 | Командный чемпионат Европы      | Чебоксары, Россия        | 200 м            | 6-е         | 20,88     |
| 2015 | Командный чемпионат Европы      | Чебоксары, Россия        | эстафета 4×100 м | 9-е         | 39,40     |
| 2016 | Чемпионат мира в помещении      | Портленд, США            | 60 м             | 15-е (1/2)  | 6,63      |
| 2016 | Чемпионат Европы                | Амстердам, Нидерланды    | 100 м            | 4-е         | 10,12     |
| 2016 | Чемпионат Европы                | Амстердам, Нидерланды    | 200 м            | 1-е         | 20,45     |
| 2016 | Олимпийские игры                | Рио-де-Жанейро, Бразилия | 200 м            | 10-е (1/2)  | 20,16     |